# Origines de la Tchécoslovaquie
L'origine de la Tchécoslovaquie s'inscrit dans une longue histoire culminant avec la création de la Tchécoslovaquie en 1918 comme aboutissement de la lutte des Tchèques contre la germanisation et leurs dirigeants autrichiens et des Slovaques contre la magyarisation et leurs dirigeants hongrois, et après l'échec des tentatives d'autonomie au sein de l'empire austro-hongrois. 

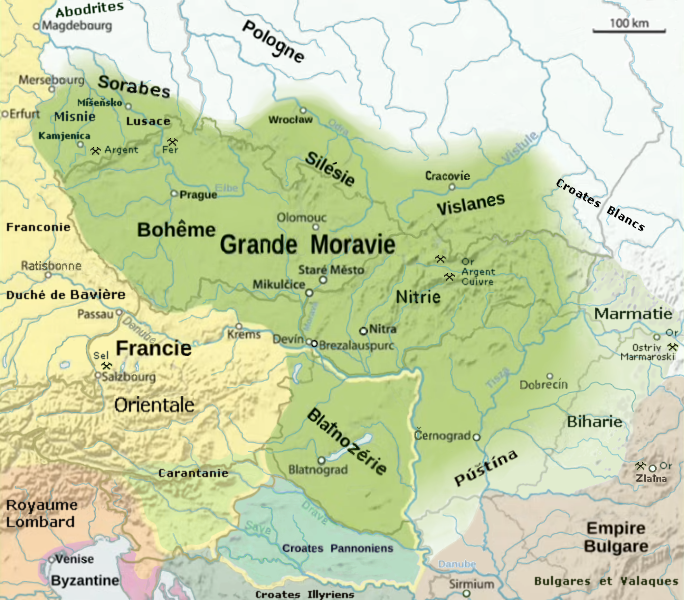
La Grande Moravie, perçue par les promoteurs de l'idée tchécoslovaque comme un État-précurseur.

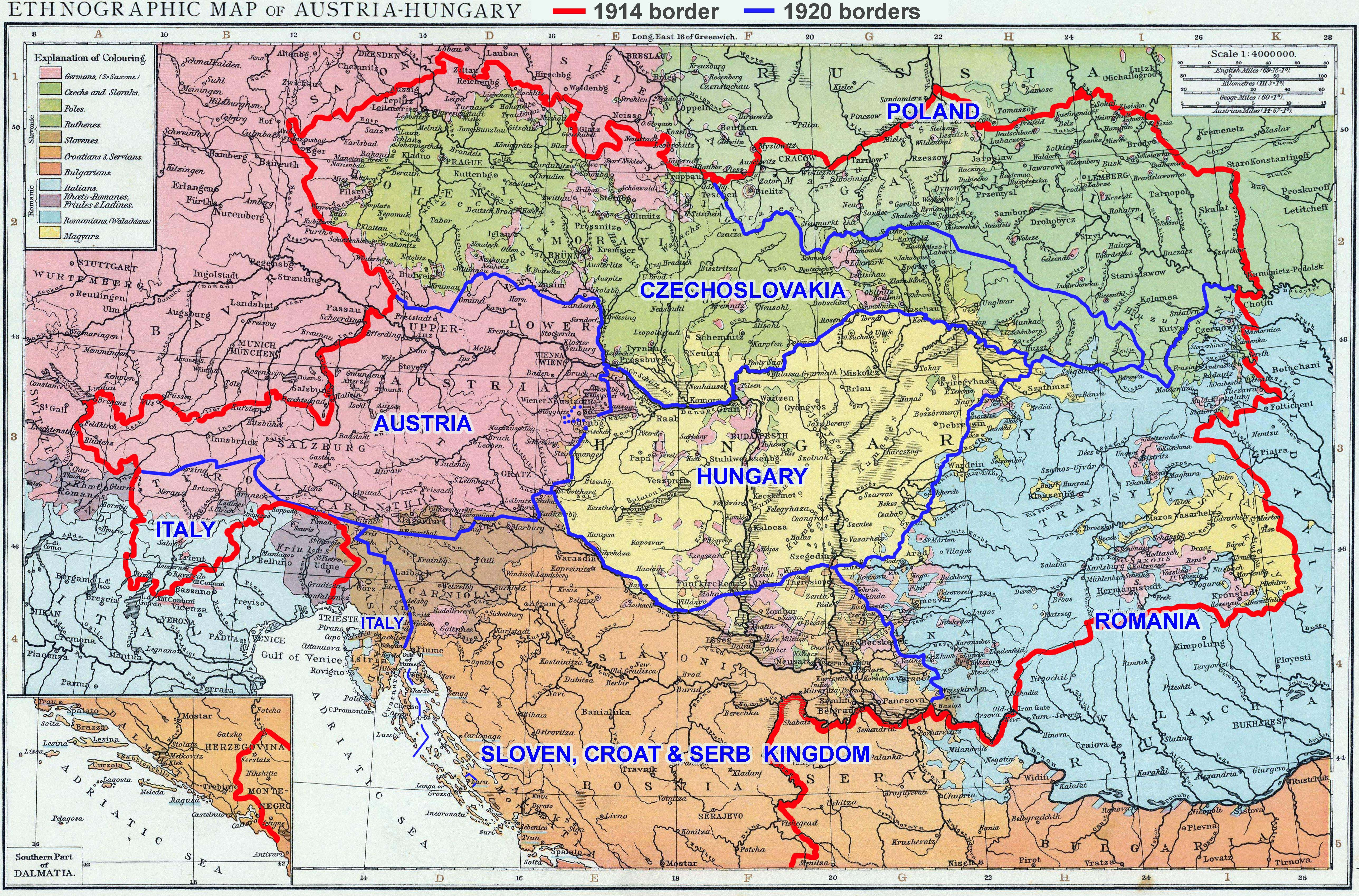
L'Autriche-Hongrie en 1914 avec les zones linguistiques selon le recensement de 1890, les frontières de 1914 (rouge) et celles de 1919 (bleu) tracées par la Commission Lord en application des Quatorze points du président Wilson, définissant entre autres l'étendue de la Tchécoslovaquie.

## Prémices
De langues très proches, les ancêtres des Tchèques et des Slovaques ont été unis dans le royaume de Samo pendant environ 30 ans au VIIe siècle puis dans la Grande-Moravie entre 833 et 907. Toutefois les Tchèques de Bohême et de Silésie n'ont fait partie de la Grande-Moravie que sept ans environ avant de s'en séparer en 895. Dans la seconde moitié du Xe siècle, les Tchèques ont gouverné l'ouest de la Slovaquie (ancienne principauté de Nitra, Nitrianske kniežatstvo) pendant environ trente ans. Au XIe siècle, les Magyars ont conquis la Slovaquie qu'ils appelèrent « Haute-Hongrie » (Felső-Magyarország), tandis que les Tchèques ont maintenu leur propre principauté que les Přemyslides érigèrent en royaume tchèque en 1198. Les deux nations furent encore unies, d'abord sous le règne de Matthias Corvin qui fut roi à la fois de Hongrie (incluant la Slovaquie) entre 1458 et 1490 et de Bohême-Moravie entre 1469 et 1490, puis de 1526 à 1918 sous le règne des Habsbourg, les Tchèques dans l'orbite autrichienne (couronne de Bohême-Moravie jusqu'en 1867, puis Cisleithanie austro-hongroise de 1867 à 1918), les Slovaques dans l'orbite hongroise (Hongrie royale jusqu'en 1718, impériale jusqu'en 1867 et Transleithanie austro-hongroise jusqu'en 1918). 
Sous les Habsbourg, Tchèques et Slovaques, culturellement et socialement marginalisés, sont soumis à des processus de germanisation dans l'orbite autrichienne et de magyarisation dans l'orbite hongroise, de sorte que leurs langues deviennent progressivement des « idiomes de paysans » ; mais une partie des nobles, des clercs et des roturiers y résiste de diverses manières (voir Histoire de la République tchèque et Histoire de la Slovaquie). Dès la fin du XIVe siècle les contacts entre Tchèques et Slovaques se sont renforcés autour de l'Université de Prague ; au XVe siècle les campagnes des armées tchèques hussites en Slovaquie et au XVIIe siècle, les protestants tchèques réfugiés en Slovaquie y ont également contribué. Entre le XVe siècle et le XVIIIe siècle, des lettrés tchèques et slovaques mettent leurs langues par écrit, en parallèle avec le latin, entretenant chez les deux peuples, qui se comprennent mutuellement, un esprit de résistance culturelle respectivement tchèque ou slovaque coordonné.

## Fin duXIXesiècleet début duXXesiècle
À la fin du XIXe siècle, les renaissances tchèque et slovaque en étaient à des stades de développement différents en raison des disparités économiques et sociales de l'Autriche-Hongrie : la partie autrichienne à population tchèque était beaucoup plus industrialisée et les classes moyennes y avaient pris de l'importance, alors que la partie hongroise à population slovaque était encore très rurale avec un régime aristocratique hongrois hérité directement du Moyen Âge. Ainsi :
- en Bohême-Moravie, la révolution industrielle transforme une nation paysanne en une société différenciée qui comprenait des travailleurs de l'industrie, une classe moyenne et des intellectuels. Sous l'influence des Lumières et du romantisme, le renouveau culturel tchèque conduit à la création du Musée national en 1818 et du Théâtre national en 1881. De plus en plus les Tchèques formulent des revendications politiques incluant la restauration, au sein de l'Empire, du royaume autonome de Bohême-Moravie. Les succès culturels et politiques tchèques sont vigoureusement combattus par les Allemands de Bohême, craignant de perdre leurs privilèges. À la veille de la Première Guerre mondiale, le leader tchèque Tomáš Masaryk commenca à propager l'« idée tchécoslovaque » : réunir les Tchèques et les Slovaques en une seule entité politique.
- les Slovaques, en revanche, n'avaient pas de forum d'expression politique en Hongrie et leur renouveau national était moins marqué. La Slovaquie n'a été industrialisée qu'à la fin du XIXe siècle, les Slovaques restant en majorité des ruraux, avec un petit groupe d'intellectuels. Après la création de la « double monarchie » austro-hongroise en 1867, l'affirmation nationale magyare se renforce en Hongrie, réprimant sévèrement celle du peuple slovaque. À la veille de la Première Guerre mondiale, les Slovaques avaient du mal à préserver leur identité.

Dans les années 1890, la coordination entre intellectuels tchèques et slovaques s'intensifie. Le dirigeant slovaque Tomáš Masaryk en était un ardent défenseur. Certains de ses étudiants forment l'« Union tchécoslovaque » et, en 1898, publient la revue Hlas (« La Voix »). En Slovaquie, de jeunes intellectuels slovaques, trouvant le Parti national slovaque trop timoré, revendiquent une autonomie non seulement culturelle, mais aussi territoriale. Les mouvements nationaux tchèque et slovaque se sont rapprochés mais jusqu'à la Première Guerre mondiale ils ne souhaitent pas sortir de l'Empire et revendiquent seulement l'autonomie des régions où ils sont majoritaires, en Autriche et en Hongrie respectivement. En revanche, pendant la première guerre mondiale émerge l'idée d'une Tchéco-Slovaquie indépendante.

## Première Guerre mondiale (1914-1918)

Les armoiries des légions tchécoslovaques présentent l'écu de la Bohême surmonté de la croix slovaque des Tatras et flanqué par les écus de la Moravie et de la Silésie tchèque.

Pendant la Première Guerre mondiale, les Tchèques et les Slovaques sont réticents à l'idée de combattre pour leurs « maîtres » respectifs, les Allemands et les Hongrois d'Autriche-Hongrie, contre leurs « cousins » slaves, russes et serbes. Un grand nombre de soldats et officiers austro-hongrois d'origine tchèque et slovaque se rendent aux Russes et forment au sein de l'armée russe les légions tchécoslovaques organisées par Milan Rastislav Štefánik, un astronome slovaque devenu général de l'armée française. Pendant ce temps, Masaryk plaide auprès des Alliés en faveur de l'idée, figurant dans le dixième des « 14 points » du président américain Woodrow Wilson, que l'Empire austro-hongrois doit être aboli au nom du « droit des peuples à disposer d'eux-mêmes », et remplacé par des États-nations dont la Tchécoslovaquie. En 1916, avec Edvard Beneš et Milan Rastislav Štefánik, Masaryk crée le « Conseil national tchécoslovaque ». Masaryk aux États-Unis, Štefánik en France, Beneš en France et en Grande-Bretagne œuvrent pour la prise en compte de leur projet. À l'été 1918, alors que les contacts secrets entre les Alliés et l'empereur austro-hongrois Charles Ier échouent, les Alliés reconnaissent le « Conseil national tchécoslovaque » comme organe suprême d'un futur gouvernement tchécoslovaque.  
Le 31 mai 1918, des représentants tchèques et slovaques aux États-Unis signent les accords de Pittsburgh (en) approuvant un plan pour créer un État tchéco-slovaco-ruthène unifié dans lequel la Bohême-Moravie-Silésie (entité tchèque), la Slovaquie et la Ruthénie auraient chacune son assemblée, les trois assemblées formant le parlement tchécoslovaque. Début octobre 1918, l'Allemagne et l'Autriche-Hongrie proposent des pourparlers de paix. Le 18 octobre, alors qu'il est aux États-Unis, Masaryk publie la déclaration d'indépendance tchécoslovaque et, face aux revendications des germanophones qui réclament d'être intégrés soit à une république d'Autriche allemande, soit à une nation allemande unie, insiste pour que le nouvel État tchécoslovaque comprenne le royaume de Bohême historique, contenant la minorité allemande dont il promet de garantir les droits. La majorité des députés germanophones de Bohême proclament le 21 octobre leur refus de devenir citoyens tchécoslovaques, mais à la suite de l'abdication de Charles Ier le 11 novembre, les troupes tchèques prennent le contrôle des régions germanophones, coupant court aux revendications autrichiennes.  
La république démocratique hongroise présidée par le comte Mihály Károlyi, retirée de l'empire des Habsbourg depuis le 1er novembre, tente de conserver la Slovaquie mais, avec l'approbation des Alliés, les légions tchèques et slovaques prennent le contrôle de la Slovaquie tandis que les Ruthènes, à l'est, proclament une République houtsoule, contraignent les troupes hongroises à se retirer de ces régions. En 1919, la république des conseils de Hongrie tente cependant de les reprendre, ce qui provoque une coalition anti-hongroise des Tchécoslovaques, des Roumains, des Serbes et des Français finalement victorieux. Les Alliés donnent alors leur accord pour que le Danube, l'Ipeľ et une petite partie la Tisza servent de frontière entre la Hongrie et la Tchécoslovaquie ce qui inclut dans le nouvel État l'importante minorité hongroise de la plaine fertile du Danube.